# Pięciu poległych

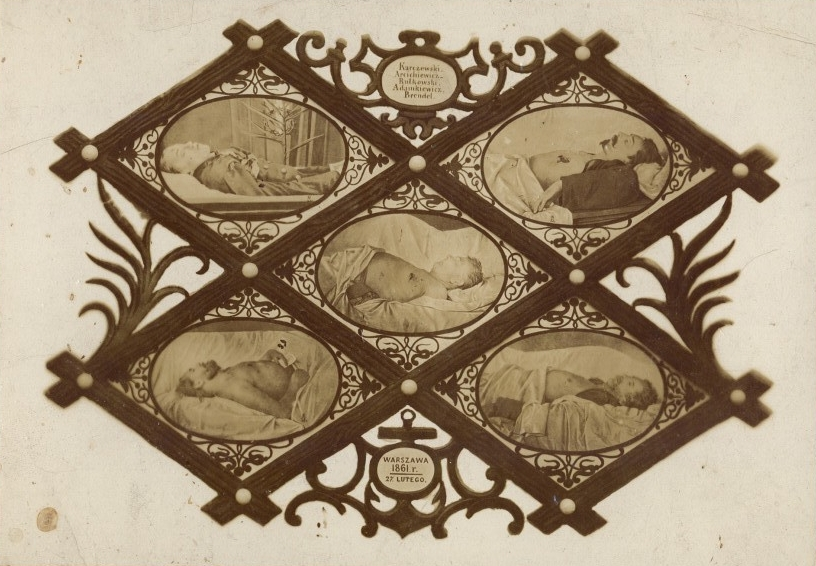
Karol Beyer, Pięciu poległych (tableau złożone z pięciu fotografii), 1861

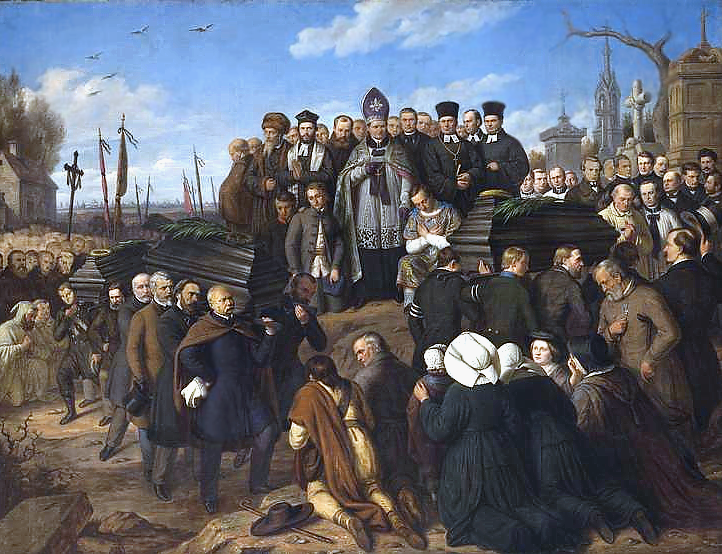
Aleksander Lesser, Pogrzeb pięciu poległych, 1861

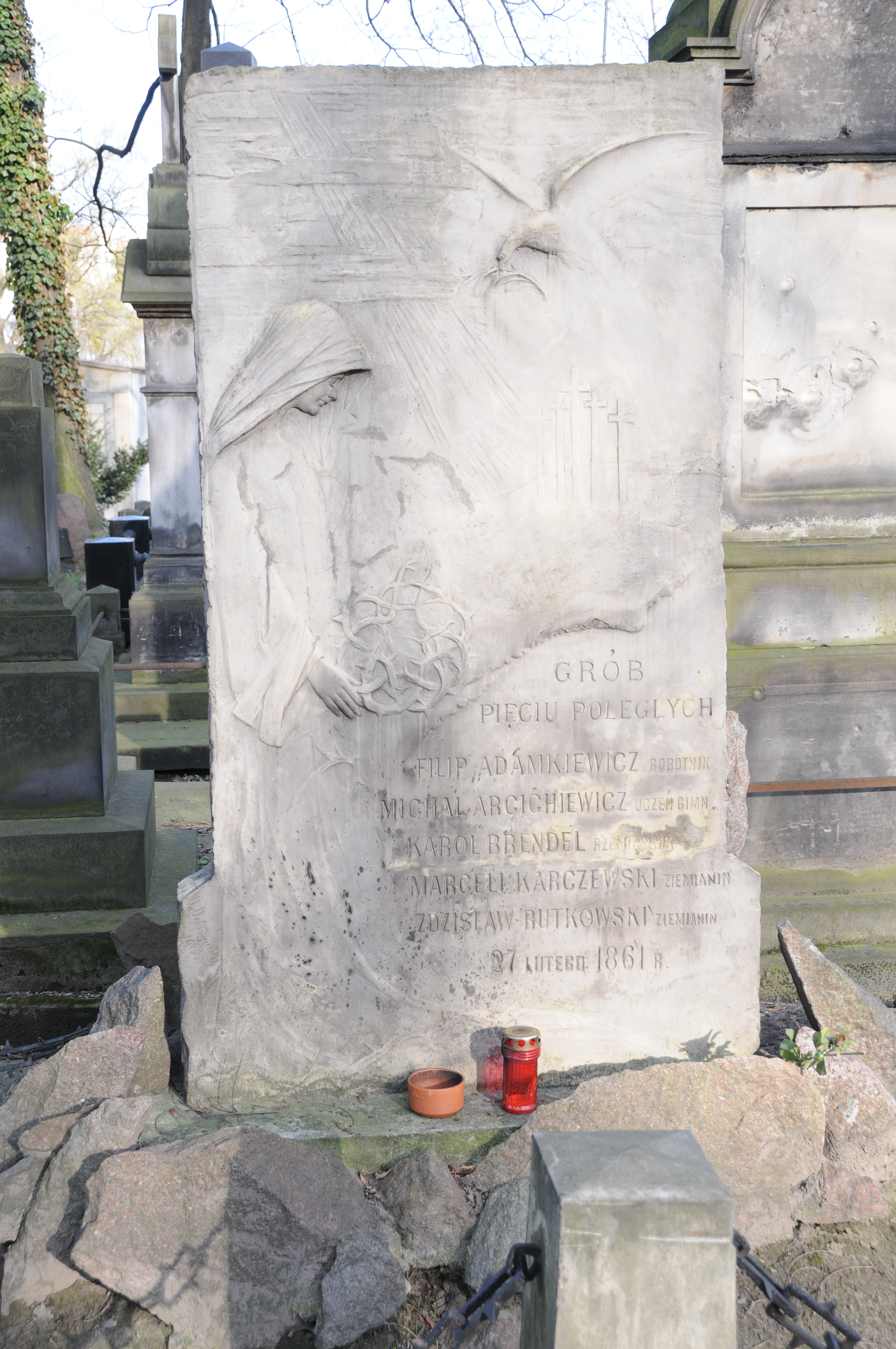
Grób pięciu poległych na warszawskich Powązkach

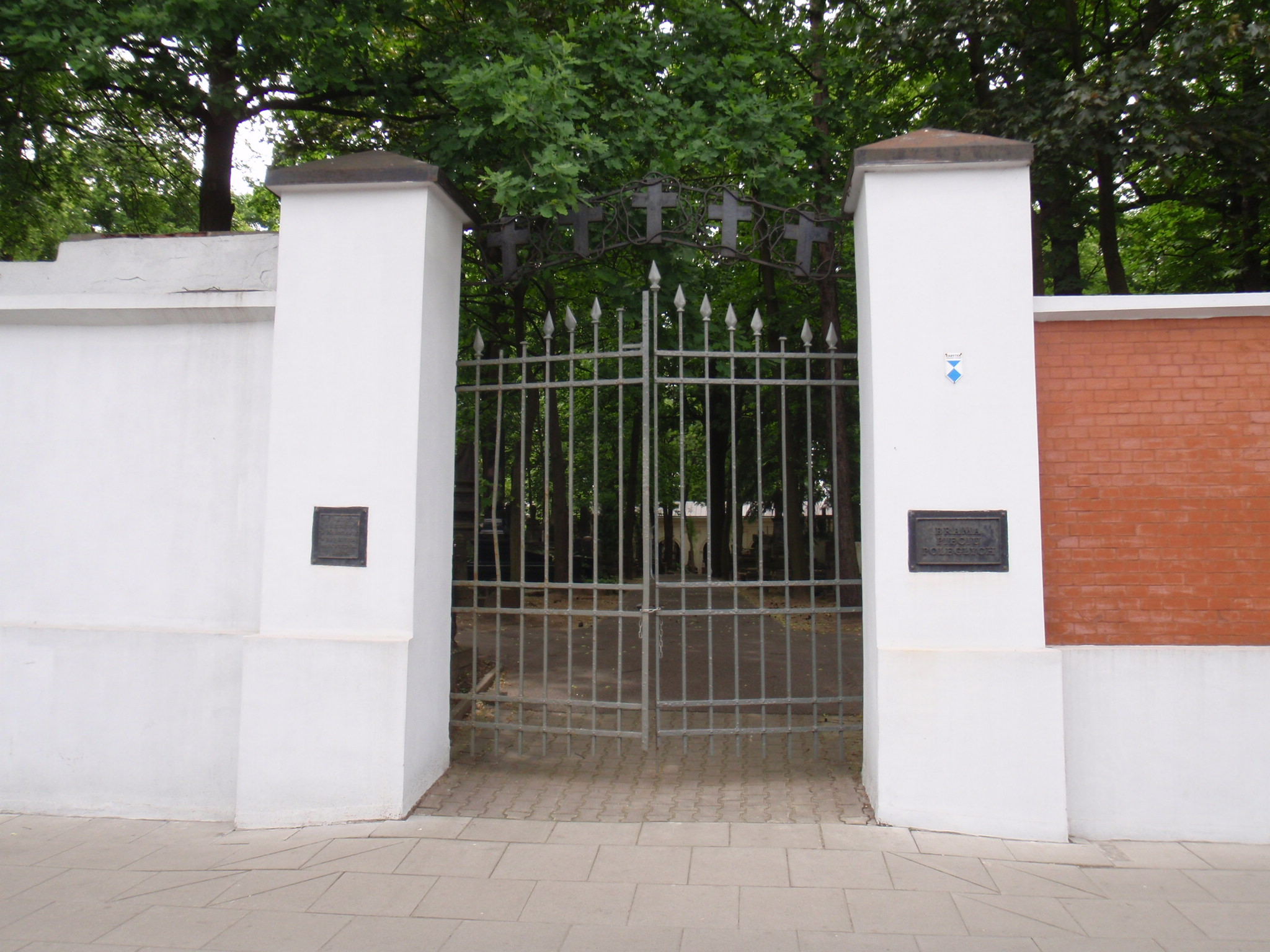
Brama imienia pięciu poległych na warszawskich Powązkach

Pięciu poległych – określenie używane wobec pięciu ofiar masakry w Warszawie podczas manifestacji patriotycznej z 27 lutego 1861 roku. Ich pogrzeb, który odbył się 2 marca 1861 na cmentarzu Powązkowskim, był wielką manifestacją polityczno-społeczną przeciwko rosyjskim władzom zaborczym w Królestwie Kongresowym.

## Wydarzenia
27 lutego 1861 roku w czasie manifestacji na Krakowskim Przedmieściu w Warszawie, zorganizowanej przez studentów Szkoły Sztuk Pięknych i Akademii Medyko-Chirurgicznej, w starciu z wojskiem rosyjskim zostali zabici: 
- Filip Adamkiewicz – czeladnik krawiecki,
- Michał Arcichiewicz – uczeń Gimnazjum Realnego,
- Karol Brendel – robotnik metalowiec,
- Marceli Paweł Karczewski – ziemianin,
- Zdzisław Rutkowski – ziemianin.

Ciała zabitych złożono w Hotelu Europejskim, gdzie pilnowali ich członkowie Towarzystwa Rolniczego w obawie przed próbą wykradzenia ich przez carską policję. Na parterze Hotelu mieściła się retuszernia zakładu fotograficznego Karola Beyera. Beyer sfotografował poległych, ukazując ich w profilu, w ujęciu do pasa; czterech z nich ma odsłonięte rany. Każdy ze zmarłych został uwieczniony na osobnym zdjęciu, które następnie zostały skomponowane razem, tworząc tableau. Przedstawienie to było powielane w wielu egzemplarzach i rozpowszechniane w całym kraju.
Po przeprowadzeniu lekarskiej obdukcji ciała zostały wystawione na widok publiczny. Trzy dni po zajściach złożono je w kościele Świętego Krzyża, gdzie odprawiono nabożeństwo żałobne. Do Warszawy przybyły delegacje włościan z Krakowskiego i Poznańskiego. 
W pogrzebie uczestniczyli przedstawiciele wszystkich cechów, stanów społecznych i wyznań. Na placu Bankowym do pochodu pogrzebowego przyłączyli się przedstawiciele mniejszości żydowskiej, np. rabini Dow Ber Meisels i Izaak Kramsztyk w otoczeniu chórów synagogalnych. Orszak pogrzebowy przeszedł przez plac Saski i ulicami Wierzbową, Bielańską, Nalewki na Stare Powązki. Ciała pięciu poległych złożono w zbiorowej mogile na cmentarzu Powązkowskim. Krzyż postawiony na grobie wkrótce usunęły władze rosyjskie.
Pogrzeb pięciu poległych natchnął poetę Or-Ota do napisania wiersza Pięciu poległych.
Imieniem pięciu poległych nazwano bramę I cmentarza Powązkowskiego.